# ديفيد ميتشيل (راقص على الجليد)
ديفيد ميتشيل (بالإنجليزية: David Mitchell)‏ هو راقص على الجليد أمريكي، ولد في 23 أبريل 1982 في آن آربر في الولايات المتحدة.

## وصلات خارجية
- دايفيد ميتشيل على موقع الاتحاد الدولي للتزلج (الإنجليزية)